# Дерколо (Тренто)
Дерколо је насеље у Италији у округу Тренто, региону Трентино-Јужни Тирол.
Према процени из 2011. у насељу је живело 155 становника. Насеље се налази на надморској висини од 421 м.